# کبوتر میوه‌خوار وامپو
کبوتر میوه‌خوار وامپو (نام علمی: Ptilinopus magnificus) نام یک گونه از سرده کبوتر میوه‌خوار است.